# Clarence White
Pour les articles homonymes, voir White.
Clarence White (né Clarence LeBlanc) (7 juin 1944 – 14 juillet 1973) est un guitariste et chanteur de bluegrass et de country-rock des années 1960-1970. Il est connu surtout pour ses qualités de guitariste flatpicking et crosspicking, et pour sa participation au groupe The Byrds de 1968 à 1973.

## Biographie

### Vie personnelle
Clarence White est né le 7 juin 1944 à Lewiston dans l'État du Maine, de parents d'origine franco-canadienne (des Acadiens du Nouveau-Brunswick de patronyme initial LeBlanc, americanisé en White) ,. Comme la plupart de ses nombreux frères et sœurs, son père Eric LeBlanc, Sr. jouait de la musique (violon, guitare acoustique, banjo et harmonica…). En 1954 ils déménagèrent à Burbank en Californie.

### Kentucky Colonels
Clarence White commença à jouer en public avec ses frères Eric Jr et Roland White (en). Le groupe s'intitulait alors "The (3 Little) Country Boys". Ils se mirent à jouer du bluegrass à partir de 1956, Roland White (en) passant au banjo 5 cordes jusqu'à leur rencontre avec le banjoiste Billy Ray Latham. Fin 1961 Roger Bush remplace Eric White a la Basse et le groupe, rejoint par LeRoy Mac au Dobro et Bobby Sloane au violon, prend le nom de Kentucky Colonels. Ils se produisent à partir de 1962 dans différents festivals et Clarence White commence à devenir un virtuose du Flat Picking, influencé en particulier par Doc Watson.
Le groupe ne décolle vraiment qu'à partir de 1963, au retour de Roland White de l'armée.
En 1964 ils enregistrent l'album Appalachian Swing qui est devenu leur référence principale. Après avoir enregistré un album en public au Newport Folk Festival, en juillet 1964, (Long Journey Home), ils se séparent en octobre 1965.

### The Byrds
Après la dissolution des Kentucky Colonels, Clarence White joua dans des sessions de studio et des clubs, en particulier en compagnie de Gene Parsons
Début 1968, ils rejoignirent tous deux le groupe Nashville West qui enregistra un disque pour Sierra Records. À l'automne 1968, Roger McGuinn l'invita a rejoindre les Byrds dans une orientation plutôt country-rock, à la suite du départ de Chris Hillman et Gram Parsons partis jouer du country-bluegrass avec The Flying Burrito Brothers.

### Retour vers le bluegrass
Après son départ des Byrds, Clarence White se joint au « supergroupe » de buegrass "progressif" : Muleskinner, avec Peter Rowan (en) (guitare, chant), David Grisman (Mandoline) Bill Keith (Banjo) et Richard Greene (en) (Violon). Le groupe enregistra un album et un Live enregistré lors d'une émission de télévision. Après une courte tournée, le groupe se sépare et les Kentucky Colonels se reforment brièvement pour quelques concerts.

### Mort
Clarence White est tué par un chauffard ivre le 15 juillet 1973 en Californie.

## Lutherie
Avec son collègue Gene Parsons, Clarence White a inventé le mécanisme du "B-Bender", qui permet de simuler le son d'une Pedal steel guitar sur une guitare électrique (qu'il adapta sur sa propre Telecaster).

## Notoriété
En 2003, Clarence White a été classé le 41e des 100 plus grands guitaristes de tous les temps par le magazine Rolling Stone. En 2010, le fabricant de guitares Gibson le classa à la 42e place des 50 meilleurs guitaristes de tous les temps
Son style, original, a influencé de nombreux guitaristes de premier plan, que ce soit dans le domaine du bluegrass (Tony Rice, ..) ou dans celui du rock.

## Discographie Bluegrass (hors Byrds et sessions)
- 1963 Kentucky Colonels New Sounds of Bluegrass America (1963, Briar International)
- 1964 Kentucky Colonels Appalachian Swing! (World Pacific) reed. Kentucky Colonels (1973, Rounder R - Reissue 1997 Beat Goes On R-107281)
- 1964 Kentucky ColonelsLong Journey Home (Recorded live at the Newport Folk Festival, Newport, Rhode Island, July 1964 ; Vanguard reissue CD 1991/95 (VCD-) 77004) Doc Watson joue en duo avec Clarence White sur les plages  (10-14) et Bill Keith joue du banjo sur les plages (18-21).
- 1973 Muleskinner, A Pot pourri of Bluegrass Jam, Warner Bros. records BS 2787 (feat. Peter Rowan (en), Bill Keith, David Grisman, Richard Greene)
- 1973 Muleskinner Live: Original Television Soundtrack, released in 1998, Sierra MSI-11059[9]
- 1973 The White Brothers Live in Sweden 1973(( (1973, Rounder )